# Orlow-Diamant

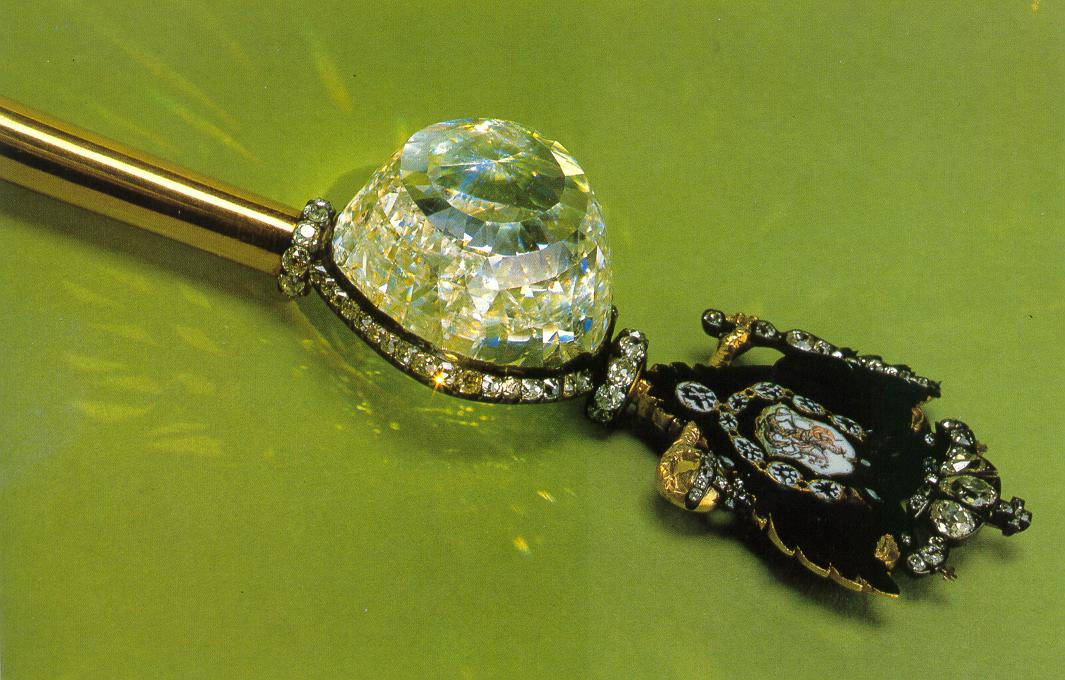
Orlow-Diamant im goldenen Zepter der russischen Zaren

Der Orlow-Diamant (auch Orloff-Diamant der Zarin Katharina II. genannt) ist ein 189,62-karätiger (37,924 g) Diamant. Der Stein gehört zu den berühmtesten Diamanten der Welt, zusammen mit dem Florentiner der Medici, dem blauen Hope-Diamanten, dem Sancy und dem Dresdner Grünen Diamanten. 

## Legende

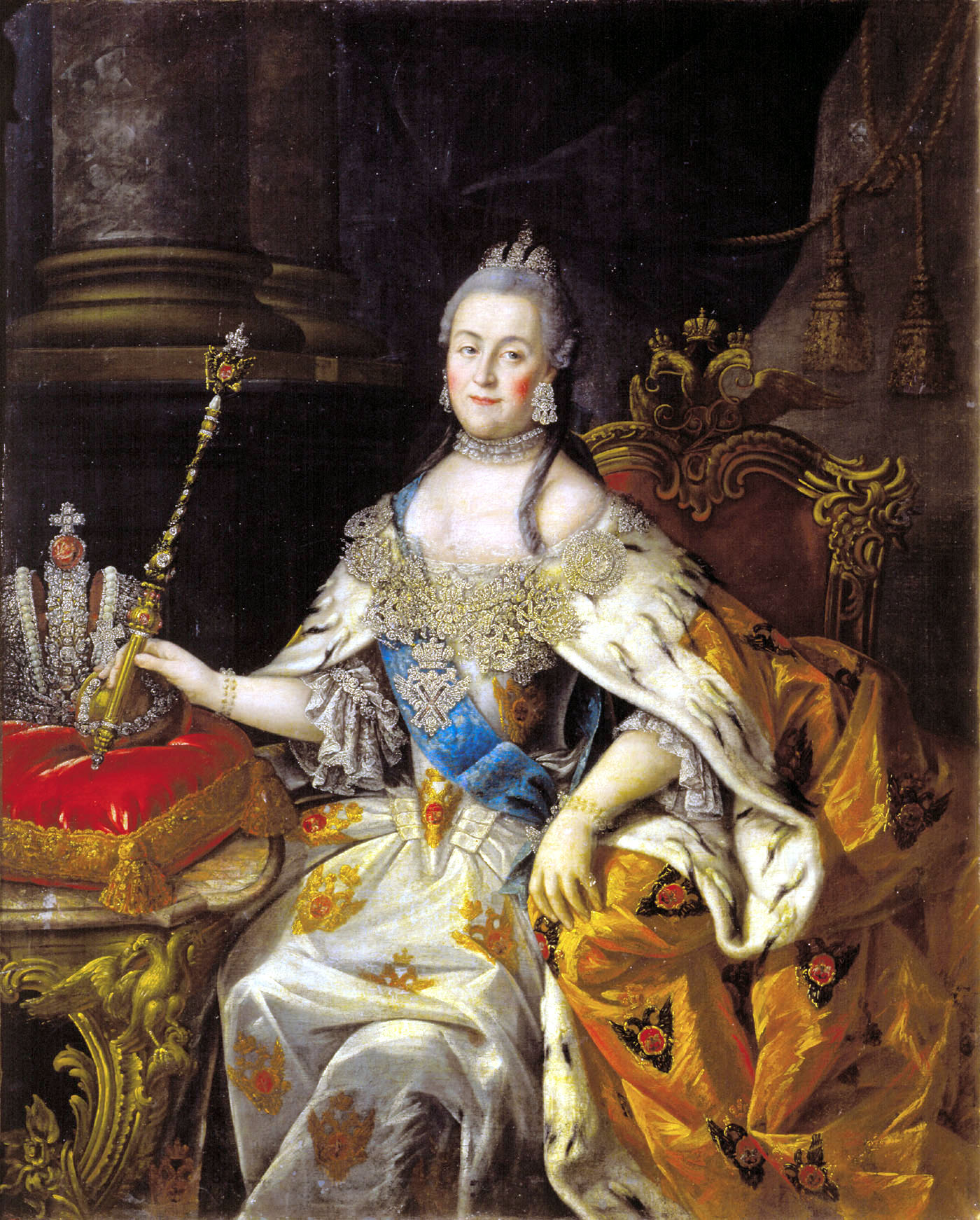
Alexei Petrowitsch Antropow: Zarin Katharina die Große mit dem goldenen Zepter, Öl auf Leinwand, um 1780

Einer Legende nach gehörte der bläulich-grünliche Diamant zur Statue der indischen Gottheit Brahma. Die Augen der Götter-Statue im Tempel von Mysuru zierten zwei große Diamanten von großem Wert. Ein französischer Söldner, der angeblich zum Hindu-Glauben übergetreten war, um in den Tempel eingelassen zu werden, soll den Stein aus dem linken Auge herausgebrochen, gestohlen und ihn dann 1750 in Madras an einen britischen Handels-Kapitän verkauft haben. Der Stein gelangte nach Antwerpen, wo ihn der Fürst Grigori Grigorjewitsch Orlow, der zusammen mit seinem Bruder Alexei maßgeblich am Sturz des Zaren Peter III. beteiligt war, kaufte und ihn 1776 der Zarin Katharina II., der Großen schenkte. Die Gunst der Kaiserin, die er zuvor verloren hatte, gewann er damit aber nicht zurück. Zarin Katharina ließ den Orlow-Diamanten, wie er fortan genannt wurde, in die Spitze des goldenen Zepters der russischen Zaren einarbeiten. 
Seit 1967 wird der Orlow-Diamant in der ständigen Ausstellung des Diamantenfonds in der Rüstkammer des Moskauer Kremls ausgestellt.

## Erwähnenswertes

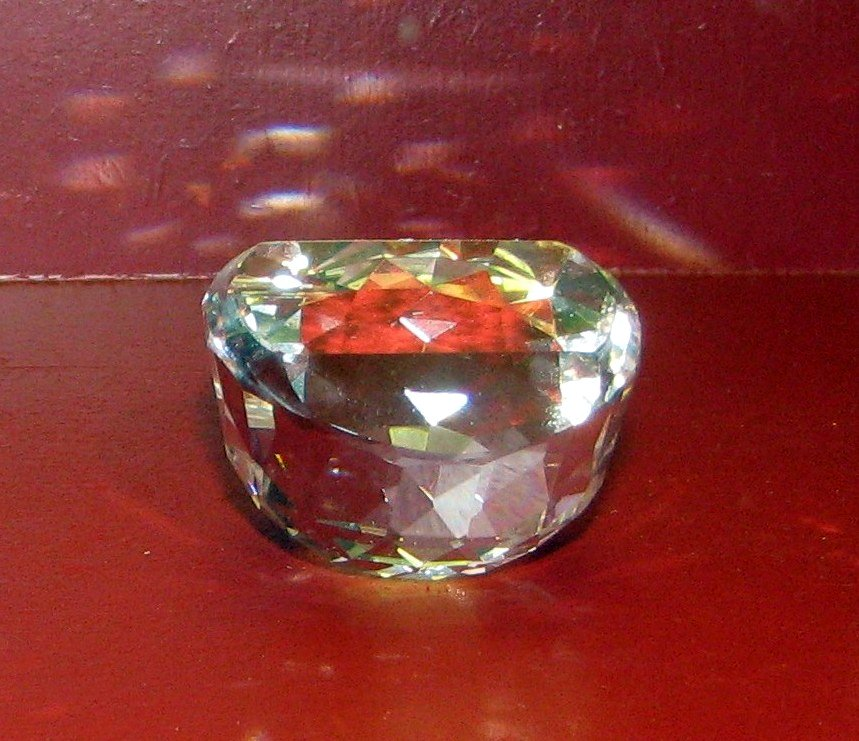
Kopie des Orlow-Diamanten

- Als der indischen Gottheit Brahma deren linkes Auge gestohlen wurde, soll die Gottheit den künftigen Eigentümern Unglück prophezeit haben. Die zahlreichen Mordanschläge auf das russische Zarenhaus werden daher dem auf dem Stein lastenden Fluch zugeschrieben.
- Der Großmogul, ein von Jean-Baptiste Tavernier beschriebener Diamant von 280 Karat, soll 1650 in der Kollur-Mine am Kistnah in Indien gefunden worden sein. Am Hofe von Aurangzeb habe ihn Tavernier in der Hand gehabt. Er beschreibt ihn als runden, in der Form einer Rose geschliffenen Stein. Der heutige Aufenthaltsort ist unbekannt und es wird verschiedentlich angenommen, der Orlow-Diamant sei aus dem Großmogul geschliffen worden.
- In der Operette Der Orlow von Bruno Granichstaedten, die 1925 im Theater an der Wien uraufgeführt wurde, spielt der Diamant eine wichtige Rolle: Der (natürlich fiktiven) Handlung zufolge ist der amerikanische Autofabrikant John Walsh in die russische Tänzerin Nadja verliebt; sie interessiert sich jedoch nur für dessen Maschinisten Alex Doroschinsky. Bei diesem handelt es sich freilich in Wirklichkeit um den Großfürsten Alexander Alexandrowitsch, welcher nach der russischen Revolution sein gesamtes Vermögen verloren hat und aus Russland nach Amerika fliehen musste. Nur den berühmten Diamanten Orlow konnte er mitnehmen. John soll nun den Diamanten im Auftrag von Alex verkaufen, weil er Geld braucht, um Nadja heiraten zu können. Alex macht ihr einen Heiratsantrag, sie aber hält ihn für einen Betrüger und Dieb. Erst als sich die wahre Identität von Alex Doroschinsky herausstellt, bittet sie ihn um Verzeihung. Der nunmehrige Großfürst Alexander Alexandrowitsch bleibt zunächst unversöhnlich, am Ende aber ist die Liebe doch stärker als sein Stolz. 1927 und 1932 wurde diese Operette verfilmt.